# Nedostatek vápníku u rostlin

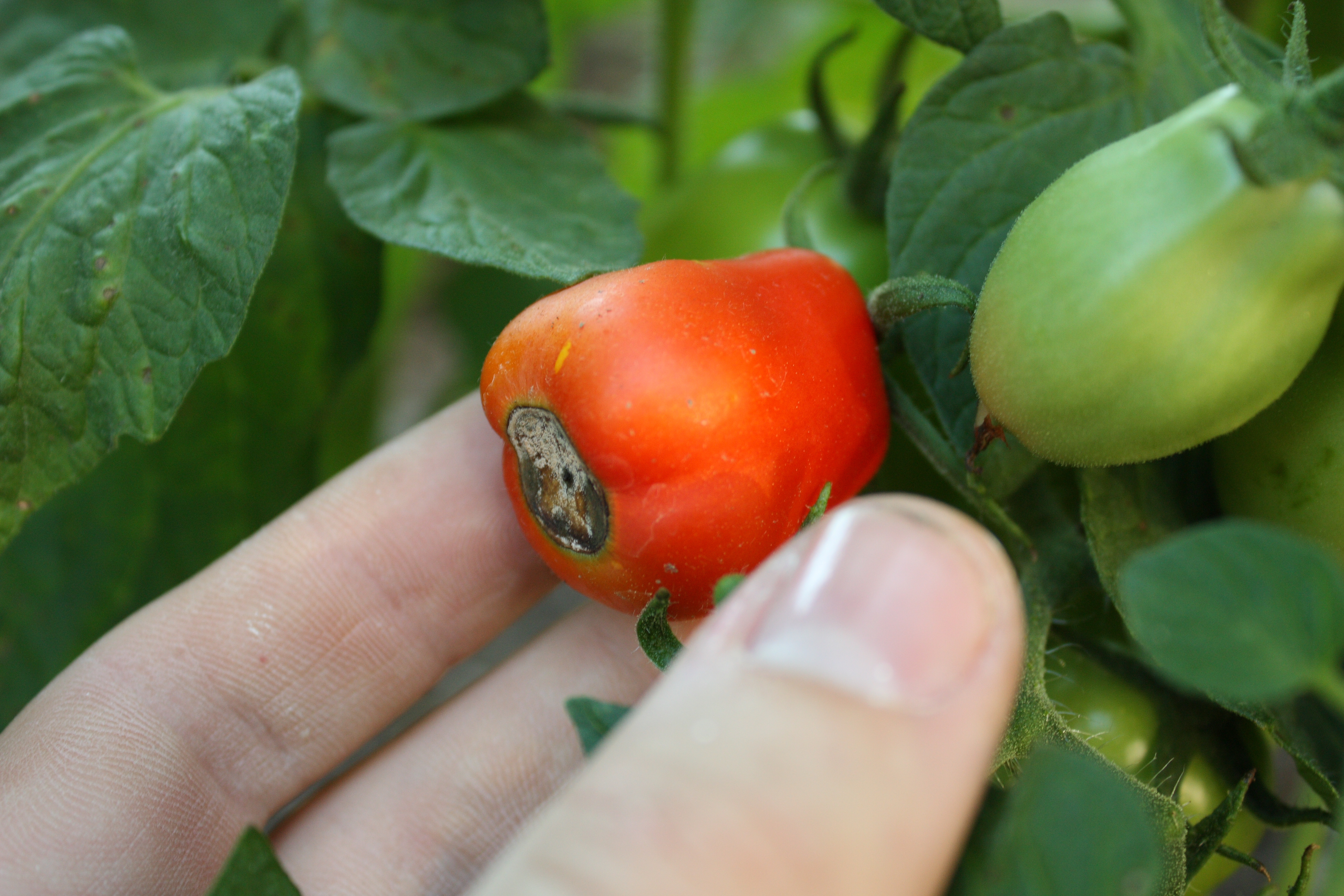
Černání špičky rajčat vlivem nedostatku vápníku.

Nedostatek vápníku u rostlin je fyziologická porucha rostlin, je způsobena nedostatkem příjmu vápníku. Často může být nedostatek vápníku u rostlin výsledkem nízké transpirace celé rostliny nebo postižené tkáně. Rostliny jsou citlivé na lokalizovaný nedostatek vápníku, protože vápník není přepravován floémem. Příjem, transport a redistribuce vápníku jsou podmíněny tendencí vápníku tvořit poměrně málo rozpustné až nerozpustné sloučeniny. Proto je v rostlině jeho pohyb velmi malý a využitelnost prakticky zanedbatelná, což vyúsťuje na jedné straně v postupném zvyšování jeho obsahu ve starších listech a na druhé straně v chronický nedostatek vápníku ve vrcholových a rostoucích meristémech. Vzdor tomu, že přeprava vápníku v rostlině je na úrovni orgánů nepatrná, je naopak velmi nápadná postupná přeměna jeho funkce na buněčné úrovni. Z toho vyplývá, že vápník je prvek u nějž na základě jeho chemické analýzy nelze přímo usuzovat na jeho skutečnou potřebu. Vápník přijímá rostlina během celého svého vývoje. Nároky na vápník neodpovídají vždy vztahu k půdní reakci. Různé druhy rostlin mají různou potřebu vápníku. Vápník v půdě omezuje rozvoj četných choroboplodných zárodků a škůdců v půdě. Jeho nedostatek se projevuje nejdříve na mladých orgánech a růstových vrcholech.

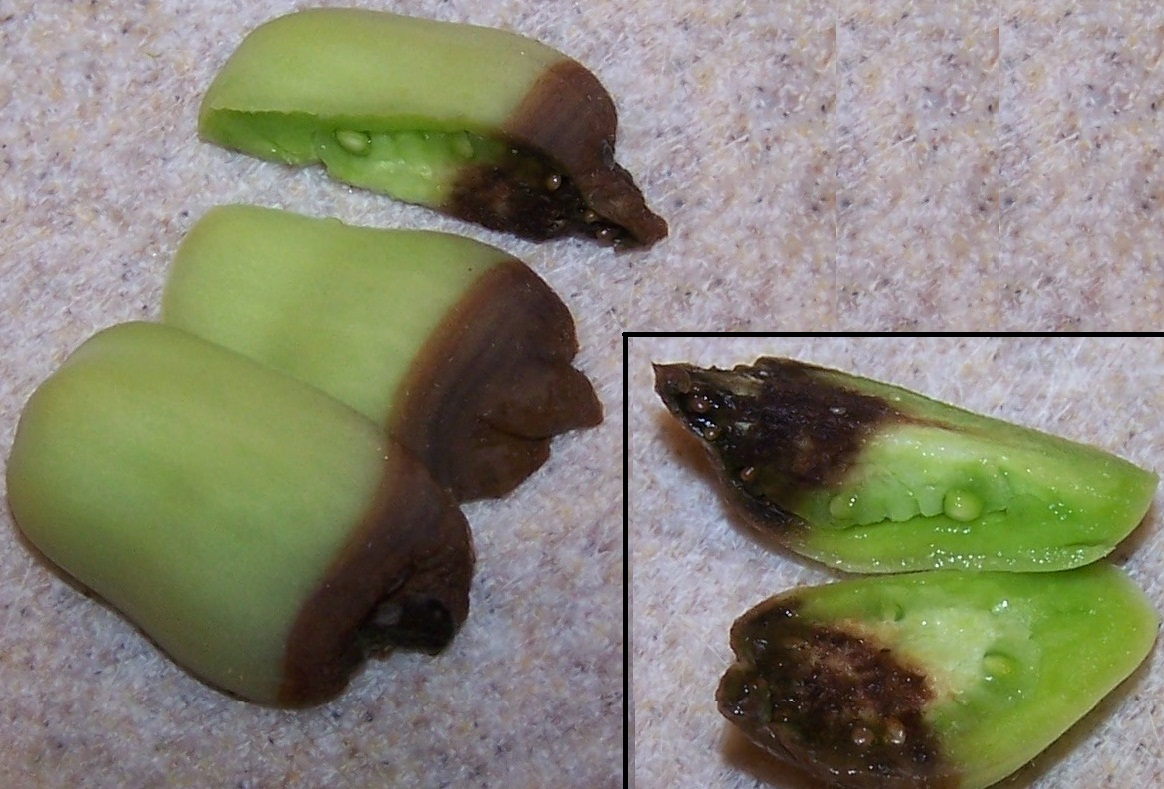
Černání špičky rajčat vlivem nedostatku vápníku.

## Výskyt
Kyselé a písčité půdy často obsahují méně vápníku. Nerovnoměrná vlhkost půdy a nadužívání hnojiv může také způsobit nedostatek vápníku. Někdy i v půdě s dostatečnou zásobou vápníku v půdě může rostlina trpět nedostatkem vápníku, pokud je vápník v půdě obsažen v pro rostlinu těžko dostupné formě. Půdy obsahující velké množství fosforu jsou náchylnější k vytváření nerozpustných forem vápníku.

## Příznaky
Vedle chloróz je charakteristická zvláště chlorotická kropenatost mladších listů. Symptomy se prohlubují na mladších listech. Příznaky nedostatku vápníku se objeví nejprve jako lokalizované odumírání tkáně vedoucí k zakrslému růstu rostlin. Okraje listů jsou nekrotické, mladé listy se stávají zvlněnými nebo se nerozvinuté čepele stávají hákovitě zakřivenými. Vegetační vrcholy odumírají, Rostliny jsou povadlé. Obecně platí, že nový růst a rychle rostoucí tkáně rostliny ovlivněny jako první. Staré listy jsou jen zřídka ovlivněny, pokud vůbec, protože vápník se ve vysokých koncentracích v starších listech akumuluje. U fazolu jsou listy tmavo až šedozelené a svraskalé. Řepa zastavuje růst a listy žloutnou. U hrachu se listy svinují a stonek u kořene zahnívá.
Jestliže listy neodumřou, tvoří se ve střední části čepele tmavé nekrózy. Chlorotickým a nekrotickým změnám předchází hnědnutí nervatury listů. Na kořenovém krčku se vylučují kapky sekretu, část stonku nad kořenem stává sklovitou a hnědne. Poškození se rozšiřuje dolů ke kořenům. Kořeny se silně větví, nerostou do délky, hnědnou, slizovatí a odumírají. Výhony v paždí listů zakrňují. Rostliny nabývají keřovitý vzhled.
Reprodukční orgány jsou rovněž postiženy. Tvorba semen a plodů je velmi zpomalena ačkoliv tvorba květů probíhá normálně. Pyl může být sterilní a u obilovin jsou plevy prázdné. Semena jsou malá a zasychají.

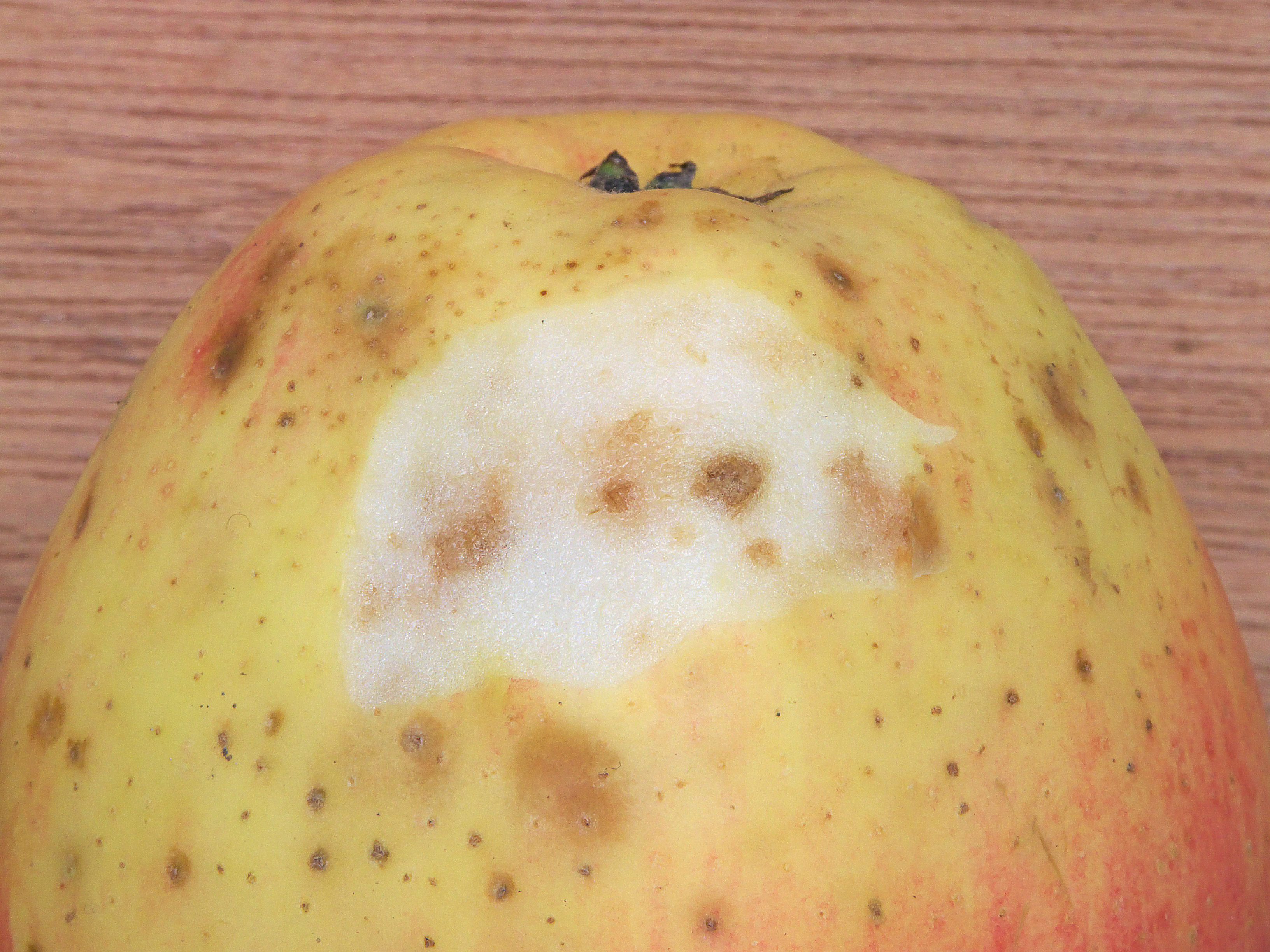
Fyziologická skvrnitost jablek.

Některé příznaky nedostatku vápníku jsou zcela specifické u některých rostlin. U zelí, kapusty a růžičkové kapusty se projevy nedostatku vápníku objevují jako zhnědnutí uvnitř hlávek a černé nekrózy nebo jako černání vrcholových částí nebo podobně jako u salátu černání špiček listů. Spíše než pouze o nedostatek vápníku jde u brukvovité zeleniny i o projevy nadbytku dusíku a vody. Příznaky se zvyšují s délkou skladování. U mrkve se objevují černé nekrotizující skvrny. U celeru se nedostatek vápníku projevuje zakrnělým růstem, středové listy jsou zakrnělé.
U paprik a rajčat tato porucha ve výživě rostliny vápníkem nápadně postihuje plody a ty jsou pak zdeformované a na špičce plodu se objevuje černá nekrotizující skvrna. Porucha je někdy nazývána černání pupku rajčete. Někdy může způsobit vznik poruch i rychlý růst a především přílišné používání dusíkatých hnojiv.

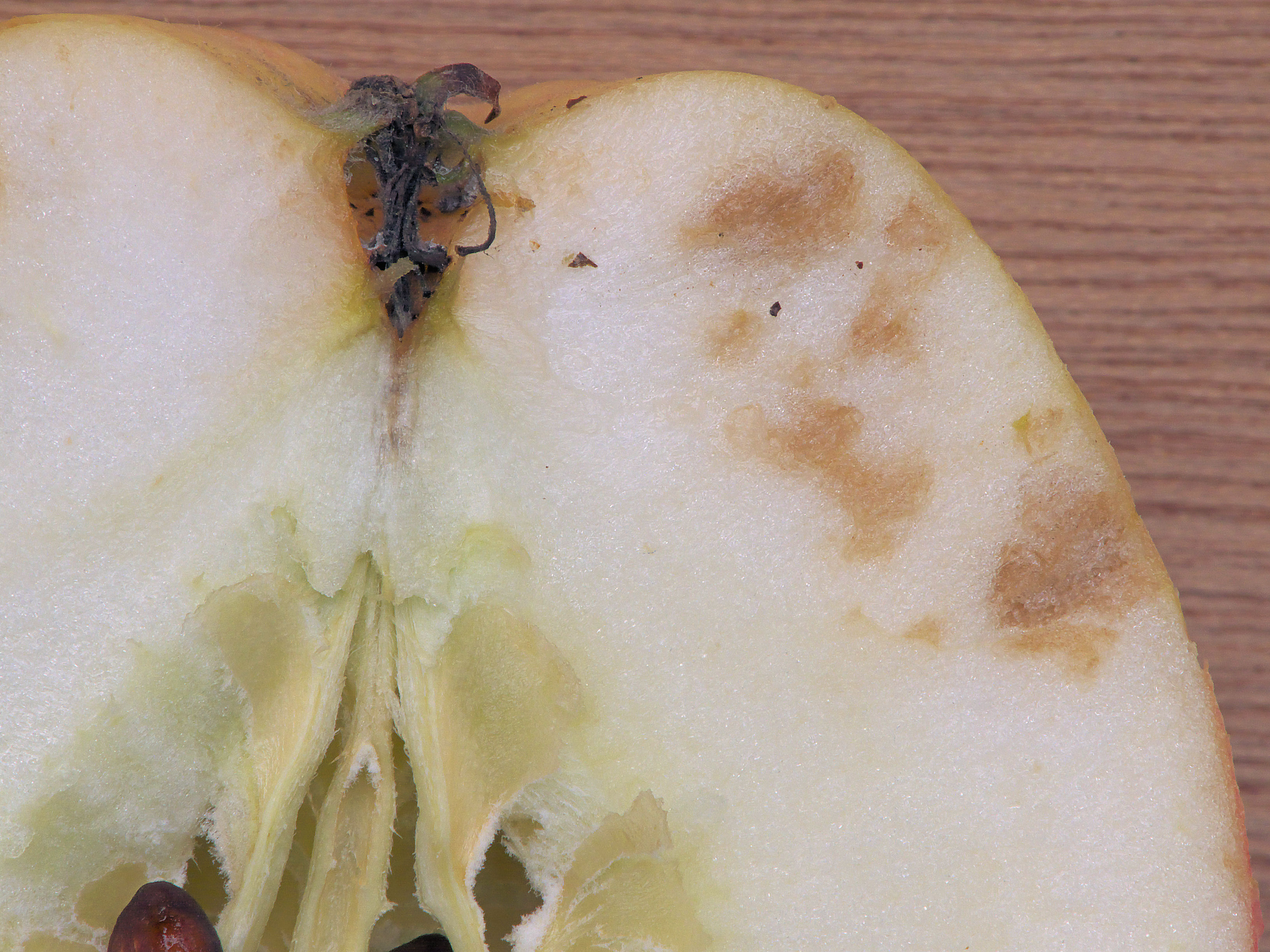
Fyziologická skvrnitost jablek.

### Fyziologická skvrnitost jablek
Fyziologická skvrnitost jablek také hořká skvrnitost jablek nebo pihovitost jablek je fyziologická porucha která se projevuje především na mladých bujně rostoucích stromech s malou násadou velkých plodů. Plody mají oblasti s tmavými propadlými skvrnami, chuť těchto oblastí je hořká. Příčinou onemocnění je narušení metabolismu uhlohydrátů a následně vodního režimu v důsledku nedostatku vápníku v plodech. výskyt ovlivňují povětrnostní a půdní podmínky a nevyrovnaná výživa, především nadbytek dusíku a draslíku. některé odrůdy jsou náchylnější než jiné.